# Bogdan
Bogdan je moško osebno ime.

## Izvor imena
Bogdan je zloženo slovansko ime, in sicer iz besed bog in glagolske oblike dan (iz besede dati). Po izvoru je to krščansko in teoforično ime. Prvotno ga je dobil otrok, ki so si ga starši dolgo želeli, pa jim ga je končno »Bog dal«. Ime Bogdan je nastalo po latinskem imenu Deodatus, grško Θεóδοτς (Theoódotos), to pa iz hebrejskega Jehonatán  v pomenu besede »Jahve je dal«.

## Slovenske različice
- moške različice imena: Bogo, Bogoslav, Dan, Danče, Danček, Dančo, Dane, Dani, Boni
- ženske različice imena: Bogdana, Bogi, Boni
- pomensko sorodna imena: Bogoljub, Bogomil, Bogomir, Bogoslav, Božidar, Božo, Darko

## Tujejezikovne različice
- pri Angležih, Nemcih, Poljakih: Bogdan
- pri Čehih, Slovakih (tudi Poljakih, Ukrajincih): Bohdan
- pri Rusih, Ukrajincih: Богдан
- pri Hrvatih, Srbih, Črnogorcih... : Bogdan, Bogo(ljub), Bogomir/-mil, Božo, Božidar, Darko ...

## Pogostost imena
Po podatkih Statističnega urada Republike Slovenije je bilo na dan 31. decembra 2007 v Sloveniji število moških oseb z imenom Bogdan: 2.418. Med vsemi moškimi imeni pa je ime Bogdan po pogostosti uporabe uvrščeno na 94. mesto.

## Osebni praznik
V koledarju je ime Bogdan zapisano 8. novembra skupaj z Bogomirjem (škof, † 8.nov. 1115) in Deodatom (škof, † 8.nov. 115). .
Bogdan je tudi prevod imena Matija ("moj dar je Bog", oz. "dan od Boga"), ki goduje 14. februarja.

## Znani nosilci imena
- Bogdan Ambrožič
- Bogdan Aurescu
- Bogdan Badovinac
- Bogdan Barovič
- Bogdan Batič
- Bogdan Beltram
- Bogdan Benigar
- Bogdan Benko
- Bogdan Berce
- Bogdan Berdon
- Bogdan Binter
- Bogdan Birsa
- Bogdan Biščak
- Bogdan Bogdanović
- Bogdan Borčić
- Bogdan Borusewicz
- Bogdan Božič
- Bogdan Bradač
- Bogdan Brecelj
- Bogdan Bricelj
- Bogdan Butkovič
- Bogdan Cepuder
- Bogdan Comino
- Bogdan Crnobrnja
- Bogdan Čeh ("Boni" Čeh)
- Bogdan Čepič
- Bogdan Černe
- Bogdan Čizmarević
- Bogdan Čobal
- Bogdan Črnko
- Bogdan Derč
- Bogdan Devidé
- Bogdan Ditrich
- Bogdan Dobnik
- Bogdan Dolenc
- Bogdan Erjavec
- Bogdan Fajon
- Bogdan Ferlinc
- Bogdan Filipič
- Bogdan Fink (drug=arhitekt)
- Bogdan Finžgar
- Bogdan Gabrovec
- Bogdan Gavrilović
- Bogdan Gerk
- Bogdan Gjud
- Bogdan Gradišnik
- Bodgan Greif
- Bogdan Grom
- Bogdan Habe /Habbé?
- Bogdan Hladnik
- Bogdan Hmelnicki
- Bogdan Horvat
- Bogdan Hribar
- Bogdan Jakopič
- Bogdan Jenko
- Bogdan Jež
- Bogdan Jordan
- Bogdan Jug
- Bogdan Kavčič
- Bogdan Kejžar
- Bogdan Kilar
- Bogdan Kladnik
- Bogdan Knavs
- Bogdan Kolar
- Bogdan Koprivnikar
- Ivo (Bogdan) Kosi/Ivo Kosi
- Bogdan Kotnik
- Bogdan Kozina
- Bogdan Kralj
- Bogdan Krizman
- Bogdan Kronovšek
- Bogdan Krušič
- Bogdan Kur-bus
- Bogdan Lah
- Bogdan Leskovic
- Bogdan Lešnik
- Bogdan Lipičnik
- Bogdan Lipovšek
- Bogdan Lorber
- Bogdan Lubej
- Bogdan Macarol
- Bogdan Makovec
- Bogdan Makovšek
- Bogdan Makuc
- Bogdan Menih
- Bogdan Meško
- Bogdan Mikuž
- Bogdan Mirnik
- Bogdan Mrovlje
- Bogdan Müller- Panta
- Bogdan Mureșanu
- Bogdan Norčič
- Bogdan Novak
- Bogdan Ciril Novak
- Bogdan Oblak - "Hamurabi"
- Bogdan Obradović
- Bogdan Orešćanin
- Bogdan Osolnik
- Bogdan Pahor
- Bogdan Pecotić
- Bogdan Perko
- Bogdan Petriceicu Hasdeu
- Bogdan Pleša
- Bogdan Podlesnik
- Bogdan Pogačar
- Bogdan Pogačnik
- Bogdan Povh
- Bogdan Radica
- Bogdan Ravbar
- Bogdan Reichenberg
- Bogdan Renčelj
- Bogdan Repe
- Bogdan Robida
- Bogdan Roščić
- Bogdan Sajovic
- Bogdan Saksida
- Bogdan Sežun
- Bogdan Skoberne
- Bogdan Spindler
- Bogdan Stare
- Bogdan Stelea
- Bogdan Stopar
- Bogdan Stupar
- Bogdan Svet
- Bogdan Šega
- Bogdan Špacapan
- Bogdan Tanjević
- Bogdan Tekavčič
- Igor (Bogdan) Tekavčič
- Bujor-Bogdan Teodoriu
- Bogdan Tome
- Bogdan Tratnik
- Bogdan Trifunović
- Bogdan Tušar
- Bogdan Učakar
- Bogdan Urbar
- Bogdan Varićak
- Bogdan Vidmar
- Bogdan Vizjak
- Bogdan Volavšek
- Bogdan Vorkapič
- Bogdan Vovk
- Bogdan Vrčon
- Bogdan Vrhovec
- Bodgan Vuk
- Bodgan Zalar
- Bogdan Zega
- Bogdan Zgonc
- Bogdan Zupan
- Bogdan Žagar
- Bogdan Žižić
- Bogdan Žolnir
- Bogdan Žorž
- Bogdan Žužek